# خولان بنی عامر (روستا)
 خولان بنی عامر  به عربی ( خولان بَنی عامر )، روستایی است در دهستان نعمان از توابع استان حُدَیده در کشور یمن در شبه جزیره عربستان.

## جمعیت
جمعیت آن (۹۰ ) نفر (۱۰ خانوار) می‌باشد.